# Charles Poulett Thomson
Charles Poulett Thomson, 1. baron Sydenham GCB (ur. 13 września 1799 w Waverley Abbey, zm. 19 września 1841 w Kingston) – brytyjski polityk i administrator kolonialny, gubernator generalny Brytyjskiej Kanady w latach 1839–1841, związany ze stronnictwem wigów, minister w rządach lorda Greya i lorda Melbourne’a.

## Życiorys
Był synem londyńskiego kupca Johna Buncombe’a Pouletta Thomsona. Przez wiele lat pracował w ojcowskiej firmie w Londynie oraz w Rosji. W 1826 r. został wybrany do Izby Gmin jako reprezentant okręgu Dover. Od 1832 r. reprezentował okręg wyborczy Manchester. W 1830 r. został wiceprzewodniczącym Zarządu Handlu. W 1834 r. oraz w latach 1835-1839 stał na czele Zarządu Handlu. W 1839 r. otrzymał nominację na gubernatora generalnego Brytyjskiej Ameryki Północnej.
Zadaniem Thompsona (kreowanego w 1840 r. 1. baronem Sydenham) było nadzorowanie przeprowadzenia Unii zgodnie z Ustawą o Unii Kanadyjskiej. Za jego kadencji odbyły się pierwsze wybory do Zgromadzenia Legislacyjnego. Będąc antyfrankofonem, podjął działania, by nowy parlament miał zdecydowanie angielskie oblicze. Manipulował okręgami wyborczymi, tak by przewagę w nich mieli Anglosasi. Nie tylko tolerował zastraszanie kandydatów francuskich, lecz wręcz do niego zachęcał.
W Kanadzie Zachodniej rozwiązał zgodnie z oczekiwaniem ogółu tzw. problem ziem koronnych. Te wielkie obszary rozsiane w całej prowincji były pod kontrolą anglikańskich, ultrakonserwatywnych posiadaczy ziemskich, skupionych wokół tzw. Family Compact – porozumienia rodzin. Sydenham tak podzielił ziemie koronne, by mogły z nich korzystać inne wyznania protestanckie.
Celem Sydenhama było usamodzielnienie fiskalne Unii. Nie udało mu się tego zrealizować, gdyż jego starania przerwała śmierć w 1841 r. Wraz z jego śmiercią wygasł tytuł parowski.